# Reto Bucher
Reto Bucher (* 30. September 1982 in Mühlau) ist ein Schweizer Ringer im griechisch-römischen Stil. Bereits mit sieben Jahren begann er mit dem Ringen. Reto Bucher ist Elektromonteur und gehört der Ringerstaffel Freiamt an. Er ist 1,80 Meter groß.

## Internationale Erfolge
- 2001, 16. Platz, Junioren-WM in Taschkent (Usbekistan), mit Sieg über Nurym Kobenbayou, Kasachstan und einer Niederlage gegen Elizbar Machutadze, Georgien

- 2002, 12. Platz, Junioren-EM in Subotica (Jugoslawien)

- 2003, 21. Platz, EM in Belgrad, mit Niederlagen gegen Konstantin Schneider, Deutschland und Vüqar Aslanov, Aserbaidschan

- 2003, 15. Platz, WM in Créteil, mit Sieg über Ranbir Singh, Indien und einer Niederlage gegen Marko Yli-Hannuksela, Finnland

- 2004, 9. Platz, EM in Haparanda, mit Sieg über Stefan Rusu, Rumänien und einer Niederlage gegen Mikhail Iwantschenko, Russland

- 2004, 4. Platz, OS in Athen, mit Siegen über Aljaksandr Kikinjou, Weißrussland, Njiya Saiyi, China, Daniel Khalimow, Kasachstan und Niederlagen gegen Yli-Hannuksela und Warteres Samurgaschew, Russland

- 2005, 23. Platz, EM in Warna, mit Niederlage gegen Mark Overgaard Madsen

- 2005, 5. Platz, WM in Budapest, mit Siegen über Stefan Rusu, András Horváth, Ungarn, Mahmut Altay, Türkei und Niederlage gegen Overgaard und Yli-Hannuksela

- 2006, 7. Platz, EM in Moskau, mit Siegen über Rusu, Christophe Guénot, Frankreich und Niederlagen gegen Samourgashev und Mohammad Babulfath, Schweden

- 2007, 2. Platz, EM in Sofia, hinter Munuchar Kwirkwelia, Georgien